# 董宇
董宇（1994年7月15日—），是一名中国足球运动员，现效力中国足球超级联赛球队杭州绿城。

## 俱乐部生涯
2014年，董宇被提升进入中国足球超级联赛球队杭州绿城一线队。 同年4月6日，他在杭州绿城2比1击败贵州人和的比赛首发并踢满全场，上演中超联赛首秀。 这也是他在2014赛季的唯一一次出场。